# Jerome Guardino
Leonard Jerome Guardino est un acteur américain né le 27 août 1923 à Brooklyn (New York), et mort le 4 janvier 2020.

## Filmographie
Cinéma
- 1971 : Red Sky at Morning (en) de James Goldstone : Paolo Bertucci
- 1976 : Bittersweet Love, de David Miller : Psychiatre
- 1976 : Octaman de Harry Essex
- 1977 : Crash! (en) de Charles Band : Lt. Pegler
- 1978 : Jailbait Babysitter de John Hayes

Télévision
- 1961 : Car 54, Where Are You? (série) : Officier Antonnucci (1961-1962)
- 1972 : Man on a String : homme effrayé
- 1974 : The Missiles of October : Reporter
- 1975 : Crime Club : Père de Pam
- 1975 : Columbo : La Femme oubliée (Forgotten Lady) (Série) : Harris
- 1977 : Columbo : Le Mystère de la chambre forte (Try and Catch Me) : Sgt Burke
- 1977 : Tarantula: Le cargo de la mort (Tarantulas: The Deadly Cargo) : H.L. Williams
- 1978 : Columbo : Meurtre parfait (Make Me a Perfect Murder) (Série) : Sgt Burke
- 1978 : Getting Married : Oncle Max
- 1979 : The Triangle Factory Fire Scandal : M.. Roselli
- 1989 : Columbo : Ombres et lumières (Murder, Smoke and Shadows) (Série) : Sgt Burke
- 1992 : Highway Heartbreaker : Voisin